# Distruzione di Psara
La distruzione di Psara è stato un massacro di migliaia di greci nel luglio 1824 da parte delle truppe turco-egiziane guidate dal generale Ibrāhīm Pascià sull'isola di Psara che era stata tra le prime a ribellarsi al dominio ottomano in Grecia. Esso costituì un episodio della guerra d'indipendenza greca.

## Il contesto storico

### La guerra d'indipendenza greca

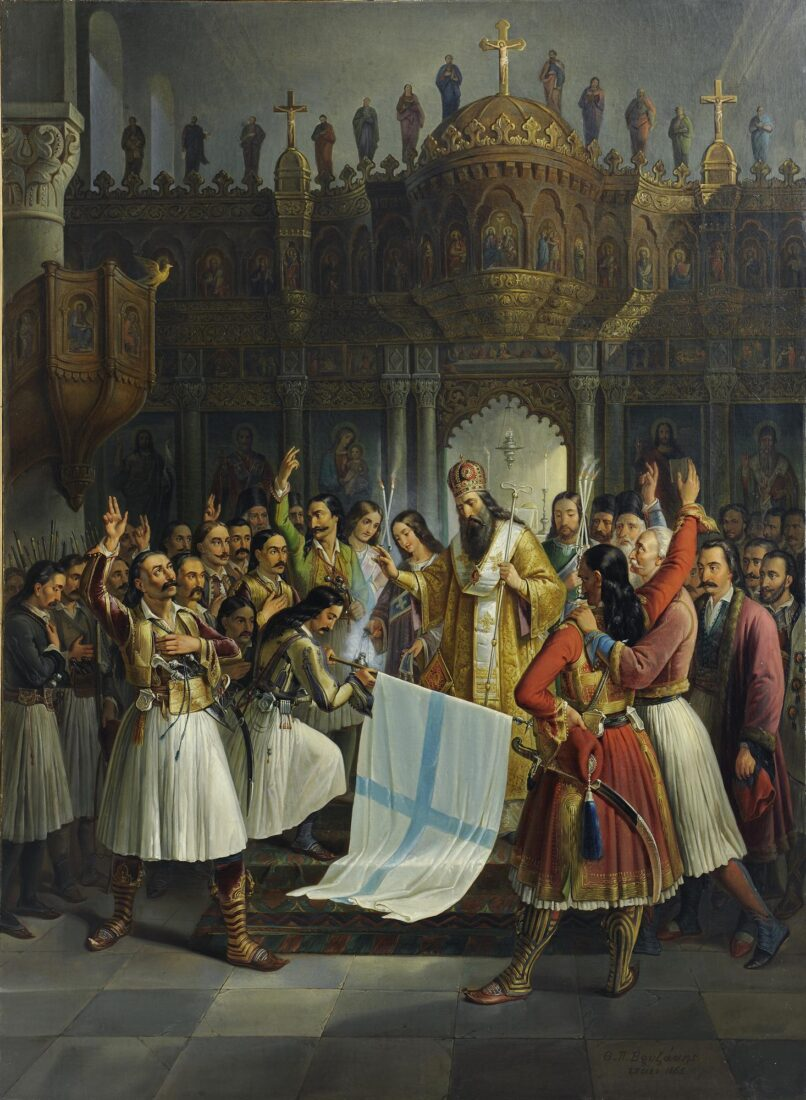
Germanos benedice gli insorgenti greci.

La guerra d'indipendenza greca fu una guerra di liberazione del territorio della Grecia dall'occupazione ottomana, condotta da insorgenti locali. Gli scontri principali si ebbero nell'area del Peloponneso ed intorno ad Atene, oltre ad alcune isole egee.
A complicare la situazione vi era il ruolo di Ali Pasha di Janina che era intenzionato a garantire permanentemente l'indipendenza dei suoi possedimenti nell'Epiro e pertanto aiutò i rivoltosi contro il sultano Mahmud II nel 1820. I patrioti greci, organizzati nella Filiki Etairia, preparò la rivolta nazionale già dalla fine del XVIII secolo e quando venne il momento favorevole gli scontri ebbero luogo tra il 15 marzo ed il 20 marzo 1821 sotto la guida di Theodoros Kolokotronis, uno dei capi della rivolta, e dell'arcivescovo di Patrasso, Germanos, che proclamò l'inizio della guerra di liberazione nazionale il 25 marzo di quell'anno. Allo stesso tempo, Alexander Ypsilantis, penetrò in Moldavia e Valacchia, seconda fonte d'insurrezione, a capo di truppe composte da membri della Filiki Etairia. L'Impero ottomano riuscì a sopprimere la rivolta nelle province danubiane, mentre in Grecia l'insurrezione ebbe successo e tra il 1821 ed il 1824 riuscirono a cacciare i turchi al di fuori del Peloponneso. La flotta ottomana venne bloccata nell'area della Propontide grazie all'impegno delle principali sedi di armatori di navi: le isole di Hydra, Spetses e Psara.
Tuttavia, le vittorie militari dei greci furono di breve durata. Due guerre civili avevano indebolito lo stato tra il 1823 ed il 1825 e vi era una forte opposizione interna tra le due categorie di potenziali capi. Da un lato vi erano infatti gli ex capi dell'amministrazione ottomana e la borghesia marittima delle isole, dall'altra i capi della guerra popolare, spesso inseriti in realtà contadine che speravano di portare alla ribalta anche la condizione degli agricoltori greci. Per sopprimere le varie rivolte anti-ottomane, il sultano turco aveva chiamato in proprio aiuto il vassallo egiziano Mehmet Ali che aveva inviato in Grecia suo figlio adottivo Ibrāhīm Pascià con una flotta di 25.000 uomini che inflissero pesanti colpi al movimento rivoluzionario dapprima a Creta e poi a Psara.

### Un'isola di pescatori al servizio della rivoluzione

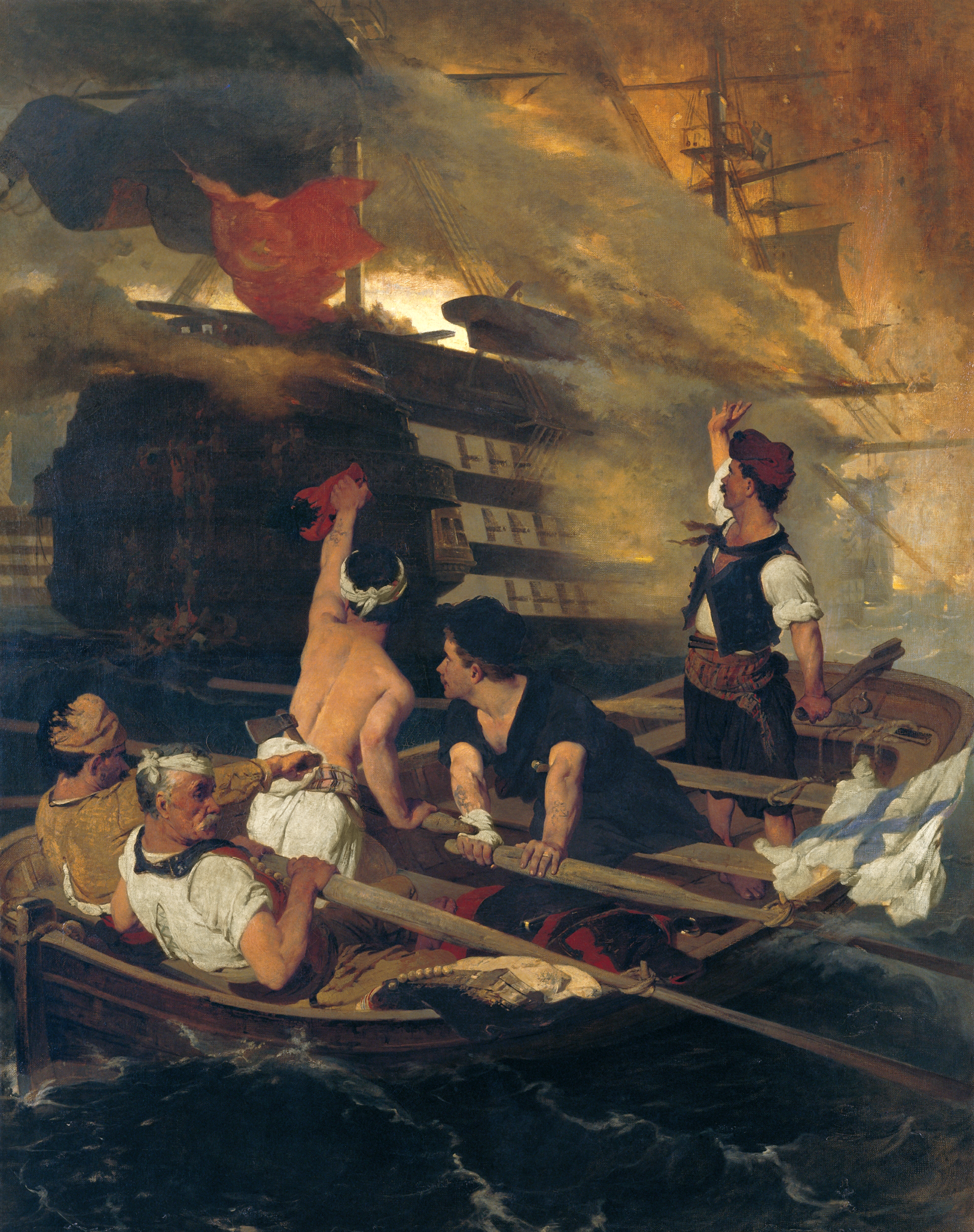
L'allora capitano Konstantinos Kanaris vittorioso dopo aver affondato la nave ammiraglia ottomana.

Psara era un'isola prevalentemente desertica. La produzione agricola principale era costituita all'epoca della rivolta greca da un vino di media qualità. I suoi abitanti oscillavano stagionalmente tra i 5.000 ed i 6.000 ed erano impiegati principalmente nella pesca, proprio a causa della scarsa lavorabilità del suolo. L'isola godette particolarmente del Trattato di Kuchuk-Kainarji (1774) che ne aumentò le possibilità di commercio verso la Grecia. Durante le guerre napoleoniche l'isola aveva beneficiato anche del commercio del grano, soprattutto perché le navi dell'isola avevano eseguito il blocco marittimo imposto dal Regno Unito alla Francia di Napoleone.
La situazione geografica di Psara la poneva in un'area chiave per l'ingresso verso i Dardanelli ed era quindi in grado di prevenire il deflusso della flotta ottomana verso la Grecia.
Psara si unì alla guerra d'indipendenza greca la domenica di Pasqua del 1821, a due settimane di distanza dall'insurrezione nel Peloponneso. Quaranta delle sue navi mercantili convertite rapidamente in navi da guerra vennero messe al servizio dei rivoltosi greci. I greci controbilanciarono la loro inferiorità rispetto alla flotta ottomana grazie ad una specialità tipica degli psarioti, le navi incendiarie, che già erano state utilizzate durante la Rivolta Orlov (1769-1771).
Le navi di Psara ottennero facilmente il controllo del Mar Egeo mentre, dall'inizio di aprile di quell'anno, 3.000 uomini di Smirne si unirono alla causa ottomana per schiacciare la rivolta in Grecia. Le navi di Psara intervennero per impedire l'attraversamento dei rinforzi da Smirne affondando una nave ottomana e catturandone altre quattro (con 450 uomini a bordo). Il 14 maggio, Andreas Giannitsi, un capitano psariota, assaltò una piccola fortezza presso il Golfo di Enos (sulla costa della Tracia) prendendo possesso di 23 pistole, due obici e molte munizioni che servirono alla causa dei rivoluzionari. L'isola prese parte ad un secondo grande scontro il 7 giugno 1821 nella Battaglia di Ereso (presso la baia di Lesbo), dove ancora una volta trionfarono le navi incendiarie psariote. Il mese successivo, una flotta combinata di novanta navi di Hydra, Spetses e Psara impedirono lo sbarco a Samo di Kara-Ali, l'ammiraglio turco che comandava una ventina di navi con 12.000 uomini a bordo, oltre a quattro navi di linea e cinque fregate.

## Il massacro
Le truppe di Ibrāhīm Pascià avevano schiacciato la rivolta a Creta, ma le sue navi erano state messe in crisi nella loro missione dalle flotte provenienti da Kasos e Psara. Al fine di facilitare un successivo sbarco delle sue truppe nel Peloponneso, la Sublime Porta decise di vendicarsi su queste due isole che avevano collaborato coi ribelli. Ibrahim Pascia si impegnò a Kassos dall'inizio di giugno, mentre poi col resto della flotta turca e con la collaborazione di Capitan Pascià Husrev iniziò l'attacco all'isola di Psara nel luglio di quello stesso anno. Le due isole, malgrado il peso che avevano avuto nella guerra, erano in posizione piuttosto debole: vicine alle coste turche dell'Asia Minore, lontane da potenziali rinforzi provenienti dalla Grecia continentale, presto si trovarono prese dalla morsa ottomana.

### I preparativi

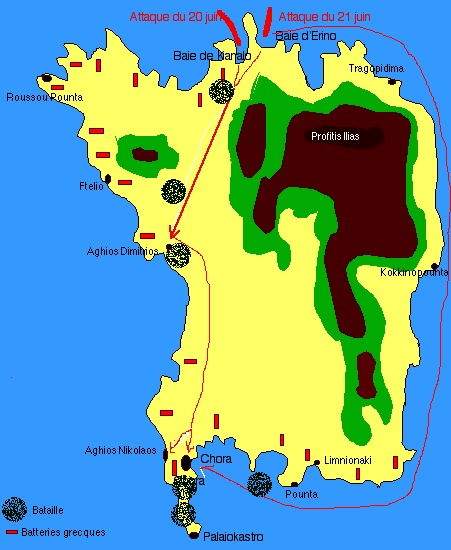
Schema dell'attacco ottomano all'isola di Psara

All'inizio dell'estate del 1824, l'attacco all'isola di Psara appariva ormai imminente ed i governanti rivoluzionari dell'isola presero pertanto delle disposizioni per arginare questo pericolo. Alcune delle precauzioni prese avranno poi esito positivo (ad esempio il rafforzamento delle cittadelle e dei monasteri sull'isola come l'Aghios Nikolaos ed il Palaiokastro che ricevette 24 nuove batterie), ma sommariamente le opere difensive dell'isola si dimostreranno inefficaci.
Il 27 giugno una dozzina di fregate ottomane si apprestarono a raggiungere le coste dell'isola al fine di individuare un luogo adatto allo sbarco, cogliendo l'occasione per cannoneggiare alcuni villaggi costieri, ma senza particolari effetti. Il 2 luglio 1824, ebbe inizio un attacco nella parte settentrionale dell'isola, presso la Baia di Kanalos, riassumibile in un breve scambio di artiglieria.

### Lo sbarco
Il 3 luglio 1824 Hüsrev Pasha ordinò di attaccare l'isola di Psara. L'isola, che solitamente aveva una popolazione oscillante attorno ai 6.000 abitanti, era allora sovraffollata da oltre 25.000 rifugiati provenienti dalle isole di Tsesmè e Chio che già avevano subito saccheggi e devastazioni ad opera degli ottomani.
La fotta turca si divise in due colonne, di cui una si lanciò a realizzare un attacco diversivo nella parte fortificata della baia ove era presente la capitale dell'isola, mentre l'altra si spostò verso Kota e Karabelias, a nord dell'isola, nei pressi della Baia di Kanalos, riuscendo a sbarcare con più di 10.000 uomini. I turchi riuscirono ad avanzare molto rapidamente nella parte interna dell'isola, catturando numerosi pezzi d'artiglieria ed armi varie e compiendo massacri sugli abitanti. I difensori dell'area settentrionale (523 psarioti, 800 roumelioti e 125 samioti) alla fine dovettero cedere dopo aver ucciso 4.000 soldati turchi. La strada verso la capitale Psara era ormai aperta.

### L'attacco di Chora
La colonna dell'esercito ottomano sbarcata nella parte settentrionale era rivolta verso sud, ma a metà strada si divise in due parti. Una prima parte (3.000 uomini) si diresse a sud-est, verso la piccola città di Ftelio che minacciava la flotta ottomana ancora in attesa nella baia. Nel frattempo la flotta di Husrev Pascià, compì un viaggio attorno all'isola ad est ed attaccò i rivoltosi dalla parte opposta.
La seconda parte della colonna d'esercito ottomana si spostò verso la capitale Psara (attuale Chora), giungendo in vista dell'insediamento verso mezzogiorno. La città venne presa facilmente e rasa al suolo, perlustrando le case una ad una e passando a fil di spada i rimasti. 4.000 dei 7.000 abitanti della città vennero massacrati in questo frangente ed i sopravvissuti, dopo il taglio del naso e delle orecchie, vennero inviati a Costantinopoli e ridotti in schiavitù. Molte donne, per evitare di essere stuprate ed uccise, si gettarono in mare coi loro figli per morire annegate dopo aver assistito alla morte dei loro mariti.
Il giorno successivo si compì l'assedio alla fortezza di Palaiokastro, difesa sino all'ultimo dai rivoluzionari greci. I difensori del fortilizio (circa 500-600 tra mercenari arvaniti e macedoni) subirono pesanti attacchi per tutto il giorno ed assistettero alla diminuzione del loro numero. Ridotti a due terzi, i greci decisero di sacrificarsi per la vittoria della causa ed indebolirono le difese preparandosi ad accogliere all'interno della fortezza gli assalitori. Su indicazioni del patriota Antonios Vratsanos venne riunita tutta la polvere da sparo disponibile nella fortezza e i greci attesero in gruppo i turchi attorno alla bandiera col motto Ελευθερία ἡ θάνατος ("libertà o morte"). Non appena i turchi ebbero raggiunto la sala interna ove i greci erano riuniti, Vratsanos diede fuoco alla miccia ed in un sol colpo morirono difensori ed assalitori, assestando un duro colpo alle forze turche.
Dopo questo atto 156 rifugiati riuscirono a fuggire a bordo della fregata francese Isis ormeggiata nei pressi del porto, mentre altri si diressero verso Tinos, Syros, Mykonos e Naxos con le navi superstiti per organizzare nuovamente la resistenza.

## La perdita e la riconquista ottomana

Gloria di Psara dipinto di Nikolaos Gysis.

Il massacro di Psara fu un evento che scosse particolarmente gli insorti greci ed altre isole, temendo la medesima sorte, vennero ad organizzare le loro difese.
I primi psarioti superstiti giunsero all'isola di Hydra la notte del 4 luglio, narrando ai locali quanto accaduto e causando l'immediata reazione della flotta greca ivi ormeggiata: Hydra e Spetses avevano armato diverse navi ormeggiate nel porto che, unite alle navi sopravvissute da Psara, combinarono un corpo di 16 navi e 4 navi incendiarie, al comando dell'ammiraglio Andreas Miaoulis che salpò nella notte tra il 6 ed il 7 luglio diretta verso Psara nella speranza di salvare i difensori della fortezza di Palaiokastro.
Il 15 luglio 1824, Miaoulis riuscì a sbarcare sull'isola di Psara con 1.500 uomini e riconquistò l'isola battendo i 1.000 soldati ottomani presenti lasciati da Husrev Pascià come guarnigione. Gli ottomani, colti di sorpresa, vennero trucidati presso le rovine della città e del Palaiokastro. I greci si dedicarono dunque a ricacciare la flotta ottomana ormeggiata presso i porti dell'isola e nel giro di cinque ore di lotta serrata, vennero affondate oltre 20 navi turche. Nel frattempo giunsero sull'isola altri rinforzi provenienti da Hydra e dintorni che misero in fuga quanto rimaneva delle forze ottomane in loco.
Informato di questi eventi, Husrev si precipitò con le sue truppe presso l'isola giungendovi il 19 luglio, ma all'ordine di Miaoulis di attaccare, gran parte delle navi greche si rifiutò di combattere ancora lasciando la flotta, dato anche il fatto che la mancanza di vento rendeva difficile l'attuazione di manovre utili al combattimento. Le due flotte si combatterono sino al 22 luglio e poi Miaoulis decise gradualmente di disperdere le sue navi tornando ad Hydra. L'isola venne rioccupata da Hüsrev che con le sue truppe fece radere al suolo gli ultimi edifici ancora rimasti in piedi. Dopo quest'operazione si spostò dapprima a Lesbo e poi a Samo.
Anche dopo l'ottenimento dell'indipendenza da parte della Grecia nel 1832, l'isola di Psara rimase sotto il dominio ottomano sino al 1912 quando, col crollo dell'impero dei sultani, gli abitanti decidero di annettersi al Regno di Grecia.

## La distruzione di Psara nella cultura di massa
Il poeta greco Dionysios Solomos, dopo il fatto di Psara, scrisse una poesia per commemorare l'evento:

| «Στῶν Ψαρῶν τὴν ὁλόμαυρη ράχη, Περπατῶντας ἡ δόξα μονάχη, Μελετᾶ τὰ λαμπρὰ παλλικάρια, Καὶ στὴν κόμη στεφάνι φορεῖ, Γινωμένο ἀπὸ λίγα χορτάρια, Ποὺ εἶχαν μείνει στὴν ἔρημη γῆ.» | «Nel complesso della buia cresta di Psara la gloria è nel camminare solo, contemplando la splendida collina che nei capelli indossa una corona, fatta con gli ultimi pochi fili d'erba, rimasti su questa terra deserta.» |